# Manchester Open 1980
Il Manchester Open Open 1980 è stato un torneo di tennis giocato sull'erba. È stata la 1ª edizione del Manchester Open, che del Volvo Grand Prix 1980. Si è giocato a Manchester in Gran Bretagna, dal 2 all'8 giugno 1980.

## Campioni

### Singolare
Roscoe Tanner ha battuto in finale  Stan Smith con il punteggio di 6–3, 6–4

### Doppio
John Sadri /  Tim Wilkison hanno battuto in finale  Dennis Ralston /  Roscoe Tanner con il punteggio di 6–3, 6–4